# Owen Hargreaves
Owen Lee Hargreaves (* 20. Januar 1981 in Calgary) ist ein ehemaliger kanadisch-britischer Fußballspieler. Er spielte für die englische Nationalmannschaft und zehn Jahre für den FC Bayern München.

## Karriere

### Vereine
Hargreaves begann bei Calgary Foothills FC mit dem Fußballspielen und gelangte 1997 in die Jugendabteilung des FC Bayern München. Der Jugend entwachsen, rückte er im Sommer 2000 endgültig in die Amateurmannschaft auf, für die er in der Saison 2000/01 15 Regionalligaspiele bestritt und vier Tore erzielte. Bereits 1999/2000 hatte Hargreaves in der damals dritthöchsten Spielklasse in elf Partien erste Erfahrungen im Seniorenfußball gesammelt.
Sein Debüt in der Profimannschaft gab er am 12. August 2000 (1. Spieltag) beim 4:1-Sieg im Heimspiel gegen Hertha BSC, als er in der 73. Minute für Carsten Jancker eingewechselt wurde. In derselben Saison weckte er die Aufmerksamkeit der Medien, als er im Champions-League-Halbfinale gegen Real Madrid den gelbgesperrten Stefan Effenberg ersetzte und die Erwartungen bei Weitem übertraf. Im Finale gegen den FC Valencia spielte er 120 Minuten und trug somit zum Gewinn der Champions League 2001 bei. Sein erstes Bundesligator erzielte er am 26. Januar 2003 (18. Spieltag) beim 3:0-Sieg im Heimspiel gegen Borussia Mönchengladbach mit dem Treffer zum zwischenzeitlichen 1:0 in der 25. Minute.
Im Oktober 2005 verlängerte Hargreaves seinen Vertrag mit dem FC Bayern München bis zum 30. Juni 2010. Im August 2006 bot Manchester United laut Medienberichten 25 Mio. Euro für Hargreaves, im Dezember dann 30 Mio., und dieser liebäugelte mit dem Wechsel nach England. Bayern pochte jedoch auf Einhaltung des Vertrags und gab ihn nicht frei.
Im Mai 2007 einigte sich der FC Bayern schließlich mit Manchester United auf eine Ablösesumme von 25 Millionen Euro, die höchste Ablöse, die bis dahin für einen Bundesliga-Spieler gezahlt worden war. Hargreaves unterschrieb einen Vierjahresvertrag. Am 31. Mai 2007 bestätigten die Engländer den Wechsel zum 1. Juli 2007, obwohl Hargreaves noch keinen Vertrag unterschrieben hatte. Am selben Tag gab der FC Bayern den Wechsel auf seiner Homepage bekannt und bestätigte dabei eine „Transfersumme […] in Bundesliga-Rekordhöhe“. 2008 gewann er mit Manchester United nicht nur die Meisterschaft, sondern auch die Champions League.
Kurz nach Beginn der Folgesaison 2008/09 – Hargreaves absolvierte gerade zwei Ligaspiele – verschlimmerten sich die Knieprobleme, die bei Hargreaves schon in der Spielzeit zuvor aufgetreten waren. Nach zwei vergeblichen Operationen in London und Schweden ließ er sich im November 2008 bei dem US-amerikanischen Spezialisten Richard Steadman behandeln und wurde erneut operiert – ein weiteres Mal im Januar 2009. Dadurch kam er in der verbleibenden Saison nicht mehr zum Einsatz und kehrte erst Ende September 2009 für eine Woche im Rahmen seines Rehabilitationsprogramms in den Vereinigten Staaten nach Manchester zurück.
Am 2. Mai 2010 (37. Spieltag) wurde Hargreaves beim 1:0-Sieg im Auswärtsspiel gegen den AFC Sunderland in der 90. Minute für Ryan Giggs eingewechselt und kehrte damit nach rund 21 Monaten auf das Spielfeld zurück. Nach einer erneuten Verletzungspause spielte er am 6. November 2010 (11. Spieltag), beim 3:2-Sieg im Heimspiel gegen die Wolverhampton Wanderers, erstmals seit September 2008 wieder, musste jedoch aufgrund einer Oberschenkelverletzung bereits nach zehn Minuten wieder ausgewechselt werden. Dieses Spiel sollte sein letztes für Manchester sein, denn am 22. Mai 2011 bestätigte Alex Ferguson gegenüber der Zeitung Mail on Sunday, dass Hargreaves’ auslaufender Vertrag bei Manchester United nicht verlängert werde.
Am 31. August 2011 gab der Ligakonkurrent und Stadtrivale Manchester City die Verpflichtung von Hargreaves bekannt, der ihn mit einem bis 30. Juni 2012 gültigen Vertrag ausstattete. Am 21. September 2011 erzielte er im Ligapokal beim 2:0-Sieg gegen Birmingham City den Führungstreffer; sein einziges Pflichtspieltor für die Citizens.

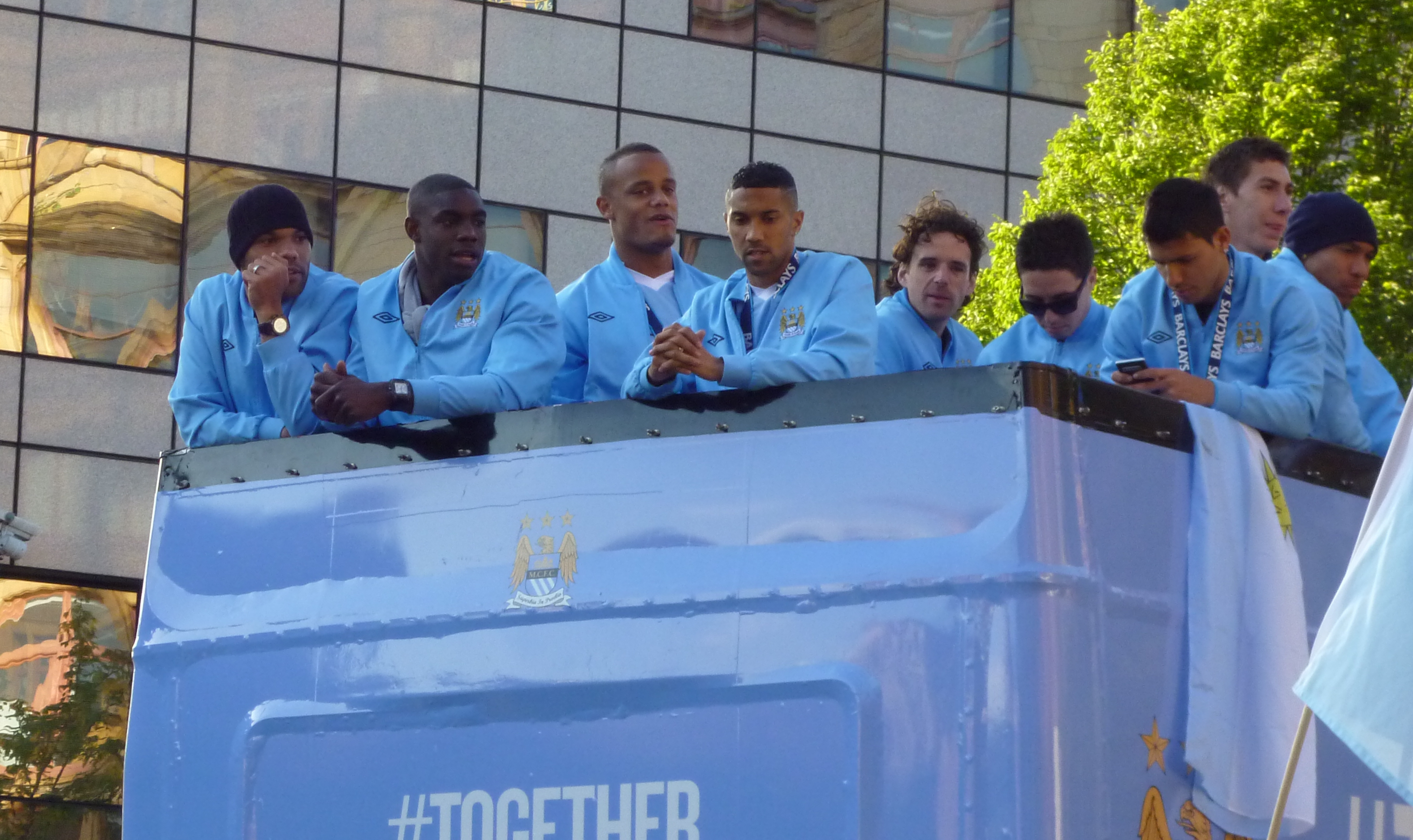
Hargreaves (Mitte)
bei Manchester Citys Meisterfeier 2012

Nach einer Saison mit nur vier Einsätzen (in drei Wettbewerben) löste der Verein den Vertrag mit Hargreaves im Mai 2012 vorzeitig auf. Sein einziges Ligaspiel bestritt er am 15. November 2011 (8. Spieltag) beim 4:1-Sieg im Heimspiel gegen Aston Villa und beendete mit Ablauf des 30. Juni 2012 seine Fußballer-Karriere.

### Nationalmannschaft
Am 31. August 2000 spielte Hargreaves erstmals im Nationaltrikot, als die U-21-Auswahl in Middlesbrough mit 6:1 gegen die Auswahl Georgiens gewann. Es folgten zwei weitere Einsätze in den Test-Länderspielen gegen die Auswahl Italiens und Spaniens.
In der A-Nationalmannschaft debütierte er am 15. August 2001 in London bei der 0:2-Niederlage im Test-Länderspiel gegen die Auswahl der Niederlande. Seinen zweiten Einsatz erlebte er am 1. September 2001 im Münchner Olympiastadion beim 5:1-Sieg im WM-Qualifikationsspiel gegen Deutschland, als er in der 78. Minute für Steven Gerrard eingewechselt wurde.
Hargreaves war der einzige „Legionär“ im Aufgebot der A-Nationalmannschaft bei der Weltmeisterschaft 2002. Ferner nahm er sowohl an der Europameisterschaft 2004 in Portugal, als auch an der Weltmeisterschaft 2006 in Deutschland teil. Obwohl seine Nominierung umstritten war – er selbst vermutete als Grund, dass er in Deutschland spielt und in Kanada geboren ist – wurde er nach dem Turnier als bester englischer WM-Spieler gekürt. Wegen guter Leistungen, vor allem im Viertelfinale gegen Portugal (welches England im Elfmeterschießen verlor, da nur Owen Hargreaves seinen Strafstoß verwandelte), wurde er aber nach der WM rehabilitiert, als sich Medien und Fans wegen der zuvor an Hargreaves geäußerten harschen Kritik öffentlich entschuldigten. Vom zwischenzeitlich ausgemusterten David Beckham übernahm er zeitweise die Trikotnummer 7. Sein letztes Länderspiel bestritt er am 28. Mai 2008 in London beim 2:0-Sieg über die Vereinigten Staaten.

## Nach dem Fußball
Nach seiner Zeit als Profifußballer ging er zum Fernsehen, für das er als Kommentator für den Sender BT-Sports Fußballspiele kommentiert.
Während der Fußball-Europameisterschaft 2024 war er als Experte für MagentaTV tätig.

## Erfolge
- Champions-League-Sieger 2001 (mit dem FC Bayern München), 2008 (mit Manchester United)
- Weltpokalsieger 2001 (mit dem FC Bayern München),
- Deutscher Meister 2001, 2003, 2005, 2006
- DFB-Pokal-Sieger 2003, 2005, 2006
- DFB-Ligapokal-Sieger 2000, 2004
- Englischer Meister 2008
- FA Community Shield 2007, 2010

## Auszeichnungen
2001 wurde Owen Hargreaves von der italienischen Zeitschrift „Il Guerin Sportivo“ mit der Trofeo Bravo als bester Nachwuchsspieler Europas ausgezeichnet.
Im Januar 2007 wurde er vom englischen Verband (FA) zu Englands Fußballer des Jahres 2006 gewählt. Bei einer Umfrage auf der FA-Homepage erhielt der Mittelfeldspieler 29 Prozent der Stimmen und setzte sich vor Steven Gerrard vom FC Liverpool (18 Prozent) und Peter Crouch (15) durch.